# Цвятко Николов
Цвятко Николов Цвятков е български актьор.

## Биография
Роден е на 8 май 1929 г. в село Алтимир.
Завършва ВИТИЗ „Кръстьо Сарафов“ със специалност „актьорско майсторство“ през 1954 г. в класа на професор Николай Масалитинов.
След това е актьор, а впоследствие и директор на Врачанския драматичен театър и като актьор в Драматичния театър в Пловдив, и в Народен театър за младежта – София.
През 1967 г. му връчват званието „заслужил артист“.
Умира на 40 години през 1970 година.

## Награди и отличия
- Заслужил артист (1967).
- „II награда за мъжка роля“ за (Гюро) в пиесата „Чернозем“ от Н. Фол на II национален преглед на българската драма и театър.

## Театрални роли
- „На дъното“ (Максим Горки) – Васка
- „В полите на Витоша“ (Пейо Яворов) – Стефан Драгоданоглу
- „Парижката Света Богородица“ (Виктор Юго) – гърбавия Квазимодо
- „Железният светилник“ (Димитър Талев) – Рафе Клинче

## Филмография
| Година | Филми и Сериали        | Роля                        |
| ------ | ---------------------- | --------------------------- |
| 1969   | Кит                    | Петров, началник рибна база |
| 1967   | Привързаният балон     |                             |
| 1966   | Рицар без броня        | Стамов, бащата              |
| 1965   | Вълчицата              | Петров                      |
| 1964   | Краят на една ваканция | Петър, огняр, баща на Калин |
| 1964   | Невероятна история     |                             |
| 1964   | Непримиримите          |                             |
| 1963   | Ивайло                 | Момчил войвода              |
| 1961   | Стръмната пътека       | Янко                        |